# Kakkmaddafakka
Kakkmaddafakka es una banda de indie rock noruega formada en Bergen. Su música está influida por una amplia gama de géneros, incluyendo elementos del rock, hip hop, reggae, disco, R&B y música house. La banda es conocida por sus presentaciones en vivo de alta energía, tocando con hasta doce personas en el escenario.

## Historia
La banda fue formada por los hermanos Axel y Pål Vindenes, junto con sus amigos del colegio Jonas Nielsen y Stian Sævig. Todos músicos entrenados, la banda se formó para realizar una presentación de una sola vez en un centro de juventud local, pero luego de la respuesta positiva la banda continuó desempeñando shows en vivo en Noruega. En 2006 la banda hizo su primera grabación y lanzaron el EP 'Already your favourite EP', que fue producido por Matias Tellez, y contó con la pista OOO.
Kakkmaddafakka lanzó su primer LP 'Down To Earth' el 24 de septiembre de 2007, que alcanzó el número veinte en la lista de álbumes VG Topp30 y trajo a la banda atención nacional en Noruega natal, a pesar de una respuesta en gran parte negativa.
La banda está hecha por uno de los muchos jóvenes artistas emergentes en la actualidad de Bergen, que la prensa noruega ha llamado la 'New Bergen Wave' (Nueva Ola de Bergen), ya que es una reminiscencia de las muchas bandas exitosas que han surgido de Bergen a finales de los 1990s y comienzo de los 2000s.
Kakkmaddafakka ha actuado en numerosos festivales, incluyendo Iceland Airwaves, Montreux Jazz Festival, NXNE, CMJ Music Marathon, Eurosonic Festival, by:Larm, Area 4 Hove and Melt! festival en Alemania, donde fueron introducidos en escenario por un destacado músico de Bergen y amigo Erlend Øye.
En 2008 Kakkmaddafakka fue nominado como Mejor Actuación Noruega en los MTV Europe Music Awards, junto con Madcon, Ida Maria, Karpe Diem y el eventual ganador Erik og Kriss.
El 25 de febrero de 2011, Kakkmaddafakka estrenó su segundo álbum "Hest". Fue producido por Erlend Øye y lanzado con la etiqueta Bubbles. Su primer sencillo extraído del álbum fue Restless. 
El 30 de marzo de 2014, la banda se presentó en los quince años del festival mexicano Vive Latino, donde ofrecieron un concierto al público mexicano, el cual los recibió por primera vez, después, el 3 de abril del mismo año se presentaron en Guadalajara, en casa Magnolia, donde fue un éxito su presentación.

Kakkmaddafakka, Live 2016
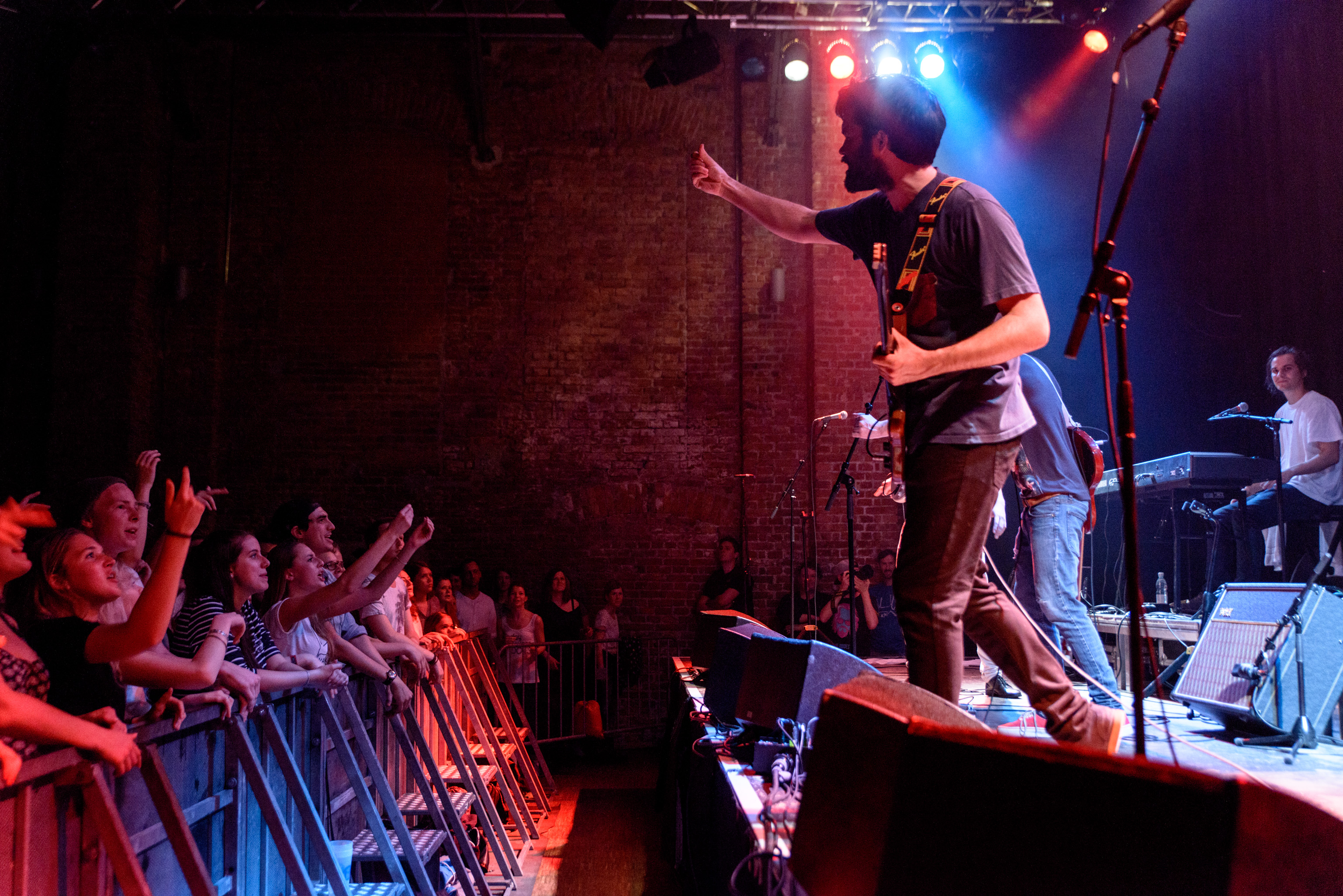
Interacción con el público
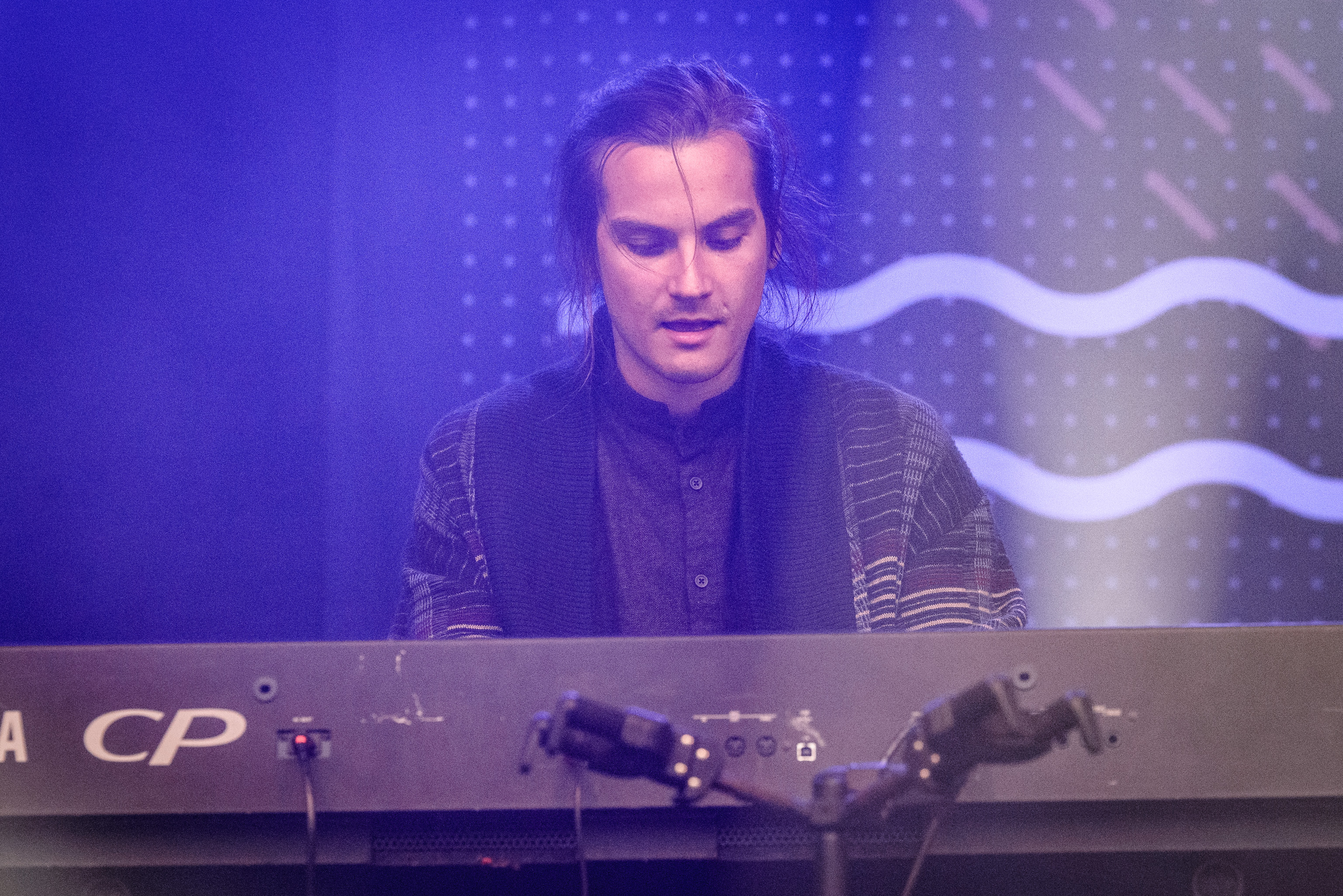
Emin Kittelsen
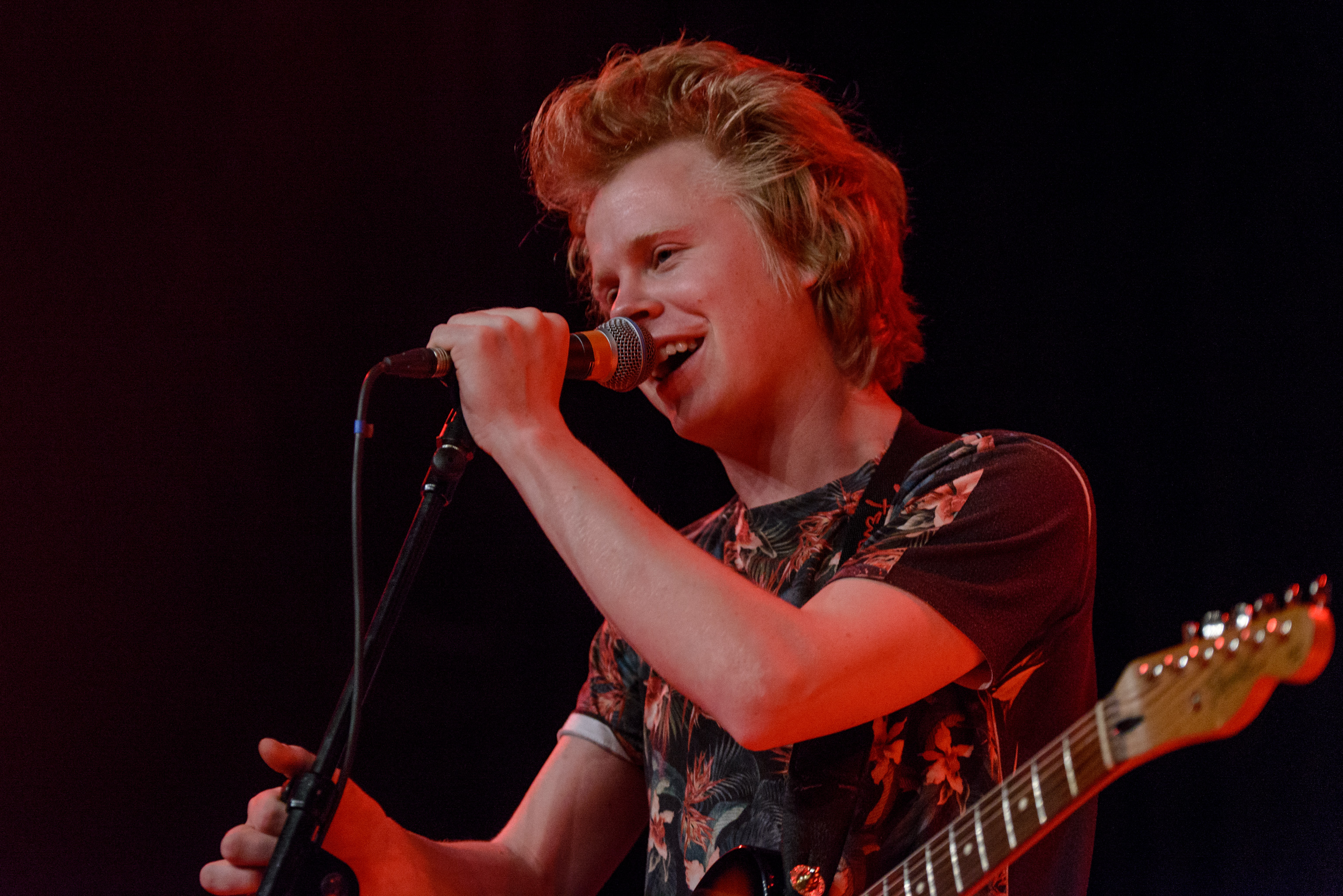
Axel Vindenes
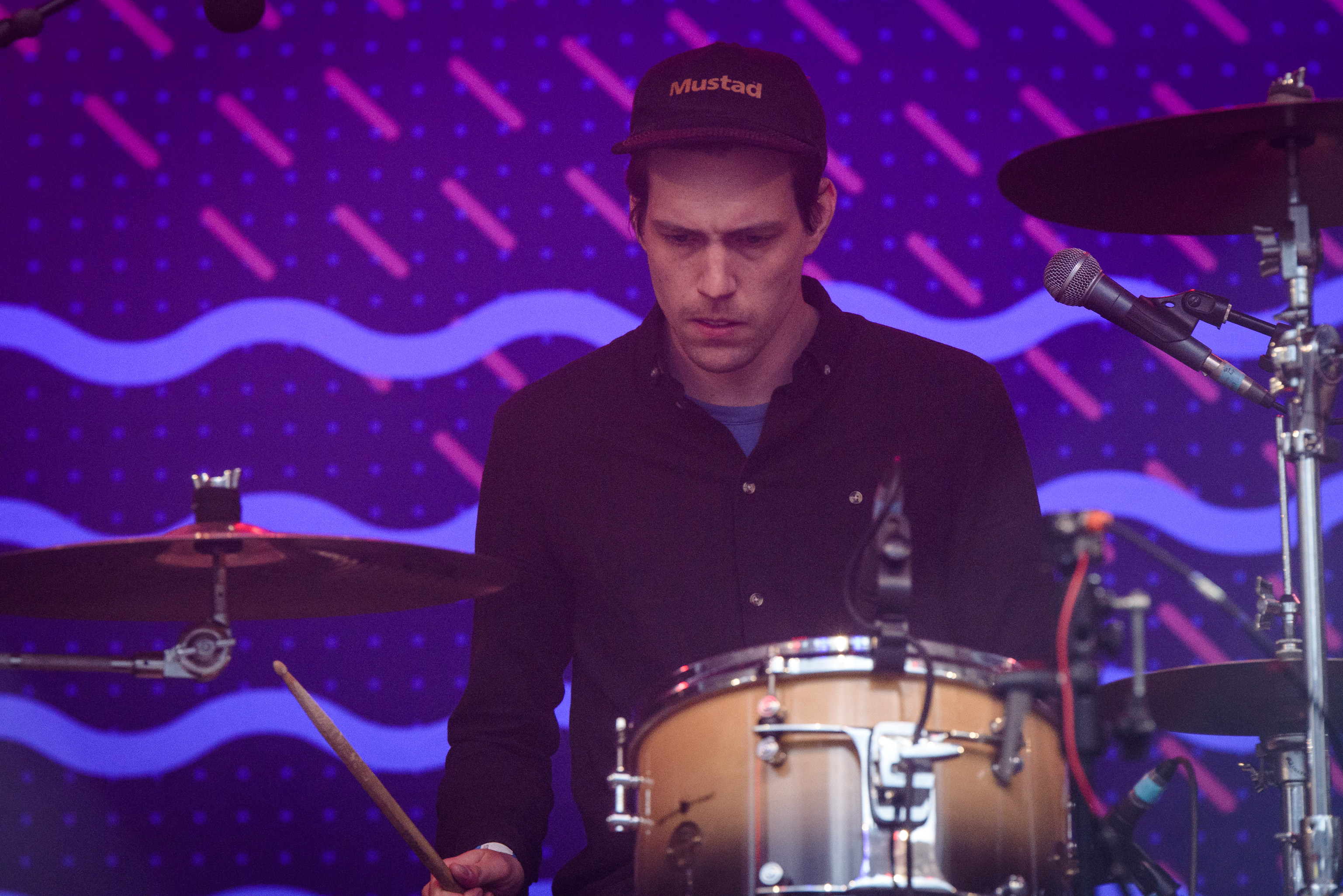
Kristoffer van der Pas
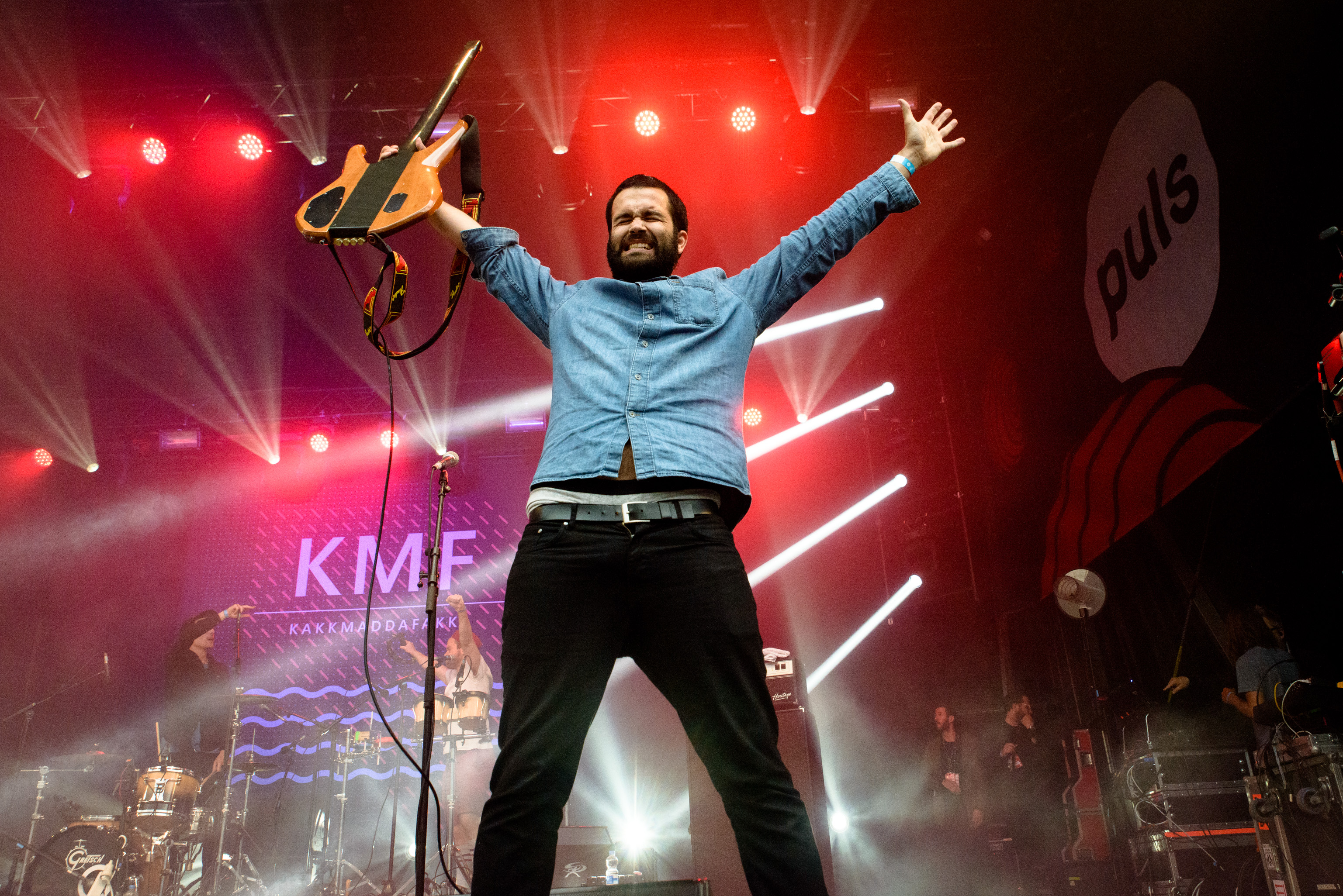
Stian Sævig
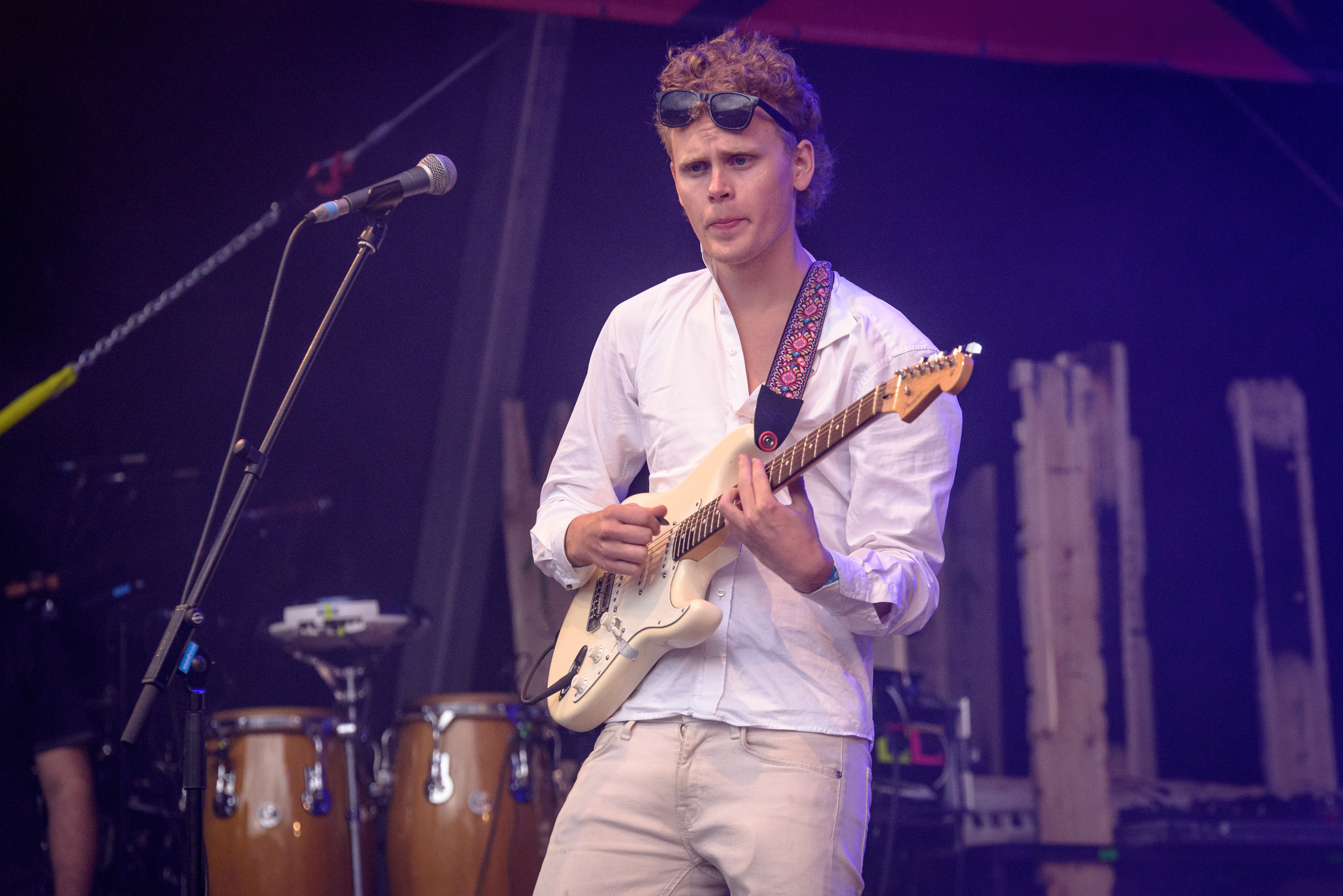
Pål Vindenes

## Miembros de la banda
- Axel Vindenes - guitarra, vocales.
- Stian Sævig - bajo, vocales.
- Pål Vindenes - violonchelo, vocales.
- Kristoffer Van Der Pas - batería.
- Lars Helmik Raaheim-Olsen - percusiones.
- Sebastian Emin - piano.

Kakkmaddachoirs
- Martin Sande - coros.
- Sverre Sande - coros.

Ex miembros
- Jonas Nielsen - piano, vocales.
- Lars Helmik Raaheim-Olsen - percusiones.

## Discografía

### EP
- Already your favourite (2007)
- Ontas? (2020)

### Álbumes
- Down to the earth (2007)
- Hest (2011)
- Six months is a long time (2013)
- KMF (2016)
- Hus (2017)
- Diplomacy (2019)
- Reveletion (2022)